# Eyes Wide Shut
Eyes Wide Shut (1999) is een neo noir psychologische thriller en erotische film van Stanley Kubrick met in de hoofdrollen: Tom Cruise (Bill Harford), Nicole Kidman (Alice Harford) en Sydney Pollack (Ziegler). Het verhaal is geïnspireerd door het boek Traumnovelle (1926) van Arthur Schnitzler.

## Verhaal
Huisarts Bill Harford en zijn vrouw Alice zijn uitgenodigd op het feest van Victor Ziegler waar ze Nick ontmoeten, een oude vriend van Bill met wie hij gestudeerd heeft. Alice wordt tijdens het dansen verleid door een charmante man en Bill door twee vrouwen. Bill wordt vervolgens om hulp gevraagd door Ziegler, die net seks heeft gehad met de prostituee Mandy, die een te grote dosis drugs heeft genomen.
De volgende avond ontdekt Bill de duistere kant van de liefde nadat zijn vrouw hem tijdens het roken van marihuana opbiecht dat ze over andere mannen fantaseert. Hij wordt gebeld door de dochter van een net overleden patiënt en eenmaal aangekomen wordt hij door de dochter verleid, maar hij weet haar te weerstaan. Hierna dwaalt hij gedesillusioneerd, als in een droom, door de nachtelijke straten van New York om bevrediging te vinden. Een prostituee haalt hem over om met hem mee te gaan. Eenmaal in haar kamer wordt Bill opgebeld door Alice en bedenkt hij zich.
In een jazzclub ontmoet hij Nick weer die hem vertelt dat hij die avond geblinddoekt piano moet spelen tijdens een feest in een landhuis. Hij vertelt Bill het geheime wachtwoord en dat het de bedoeling is dat iedereen er gemaskerd heen gaat. Bill gaat naar een winkel om een kostuum te kopen. Tot zijn schrik ziet hij de minderjarige dochter van de eigenaar samen met twee Japanse mannen.
Bill neemt een taxi naar het landhuis en komt met behulp van het wachtwoord binnen. Hij treft er een groot seksfeest waarbij iedereen gemaskerd is. Een gemaskerde vrouw waarschuwt hem dat hij in groot gevaar is en weg moet gaan maar Bill wordt door een beveiliger meegeroepen. Aangekomen in een soort troonzaal wordt hij geconfronteerd met de ceremoniemeester die hem vertelt dat hij ongenodigd is en gestraft zal worden. Op dat moment meldt de vrouw die hem gewaarschuwd heeft zich en zij is bereid zijn straf te ondergaan. Bill wordt weggestuurd met de waarschuwing nooit iemand over zijn bezoek te vertellen. Hij is zijn masker echter kwijtgeraakt op het feest.
Nu volgen de problemen elkaar op. Bill ontdekt dat de prostituee die hem de avond van Zieglers feestje gered had ondertussen is overleden aan een overdosis, Nick is ontvoerd door twee mannen en Ziegler was een van de bezoekers van de orgie en aangesloten bij een geheim genootschap. De kledingverkoper heeft zijn dochter ondertussen verkocht. Ziegler verzekert hem dat het goed gaat met Nick, die veilig in zijn huis in Seattle zou zitten, en maakt hem wijs dat de overleden prostituee de vrouw is die zijn plaats in had genomen maar dat haar dood toevallig is en nooit door het geheime genootschap opgezet. Ziegler waarschuwt Bill dat het geheime genootschap wel degelijk gevaarlijk is en bestaat uit belangrijke en hooggeplaatste figuren.
Eenmaal thuis treft hij het masker aan op het bed, naast zijn slapende vrouw, als waarschuwing. Hij barst in huilen uit en vertelt haar alles wat er is gebeurd. De volgende dag gaan Bill en Alice samen met hun dochter kerstinkopen doen. Ze zijn blij dat het voor hen goed afgelopen is en het heeft hen dichter bij elkaar gebracht. Alice zegt op het eind dat het hoog tijd is dat ze met elkaar vrijen.

## Duiding
De film is te omschrijven als een erotische thriller maar daarmee wordt de complexiteit van het verhaal tekort gedaan. Naast een psychologische reis die de seksuele motieven van de mens onderzoekt, is Eyes Wide Shut ook een satire op de nouveau riche van de New Yorkse wijk Greenwich Village, worstelend met frivole verlangens en niet schromend hun geluk te kopen.
Deze laatste film van Kubrick is een mengeling van droomwerelden, verleiding en angst gevangen in een weelderig olieverfschilderij. Regisseur Kubrick liet zich bij de voorbereiding van de productie onder meer inspireren door de schilderijen en schetsen van Gustav Klimt.

## Productie

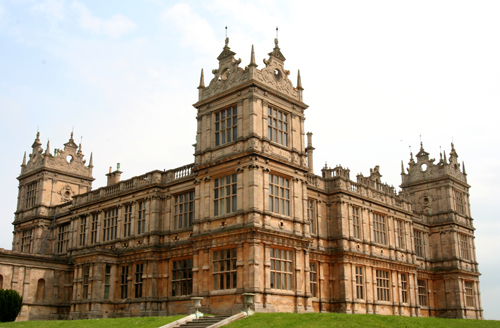
Het landgoed Mentmore Towers, een van de filmlocaties.

Kubrick speelde al lang met idee van een erotische film. In de jaren zeventig kocht hij reeds de rechten op het boek Traumnovelle en in de loop der jaren werkte hij zijn idee verder uit. In eerste instantie was het de bedoeling om een komedie te maken. De film speelt zich af rond Kerstmis in de jaren negentig terwijl de roman zich afspeelt tijdens carnaval rond 1900.
Ook al speelt de film zich af in en rond New York, de opnames vonden grotendeels plaats in Engeland. Doordat Kubrick, die woonachtig was in Engeland, vliegangst had liet hij in de Pinewood Studios een stukje Greenwich Village, een wijk op Manhattan nabouwen, met veel oog voor detail. Voor de scènes in en bij het landhuis werd gefilmd bij de Britse landhuizen Mentmore Towers en Elveden Hall. Straatscènes werden opgenomen in Hatton Garden en in Hamleys (de oudste speelgoedwinkel ter wereld, in Regent Street), beide in Londen. Een aantal achtergrondbeelden zijn wel in New York gefilmd.

## Rolverdeling
| Acteur            | Personage                          |
| ----------------- | ---------------------------------- |
| Tom Cruise        | Dr. William (Bill) Harford         |
| Nicole Kidman     | Alice Harford                      |
| Sydney Pollack    | Victor Ziegler                     |
| Todd Field        | Nick Nightingale                   |
| Madison Eginton   | Helena Harford                     |
| Sky du Mont       | Sandor Szavost                     |
| Julienne Davis    | Amanda (Mandy) Curran              |
| Vinessa Shaw      | Domino                             |
| Rade Šerbedžija   | Mr. Milich                         |
| Leelee Sobieski   | Milichs dochter                    |
| Abigail Good      | Mysterieuze vrouw op gemaskerd bal |
| Leon Vitali       | Man in rode kapmantel              |
| Alan Cumming      | Hotelbediende                      |
| Marie Richardson  | Marion Nathanson                   |
| Thomas Gibson     | Carl Thomas                        |
| Fay Masterson     | Sally                              |
| Stewart Thorndike | Nuala                              |
| Louise J. Taylor  | Gayle                              |

## Filmmuziek
De muziek voor deze film bevat onder andere de pianocompositie Musica Ricercata, II van hedendaags componist György Ligeti. Ook voor zijn films 2001: A Space Odyssey (1968) en The Shining (1980) gebruikte Kubrick muziek van deze componist.